# Quand jouons-nous la comédie ?
Quand jouons-nous la comédie ? est une pièce de théâtre de Sacha Guitry, une comédie en trois actes avec un prologue et un épilogue créée au Théâtre de Paris en 1935.